# Speeton
Speeton – wieś w Anglii, w hrabstwie North Yorkshire, w dystrykcie (unitary authority) North Yorkshire. Leży 60 km na wschód od miasta York i 294 km na północ od Londynu.